# Se7en
Se7en (세븐, Szebun; születési nevén: 최동욱 Cshö Donguk; Szöul, 1984. november 9.–) dél-koreai pop- és R&B énekes.

## Pályafutása
15 éves volt, mikor a YG Entertainment elkezdte a képzését. Négy évvel később, 2003. március 8-án debütált Just Listen című albumával, kiadója első  R&B-énekeseként. Elnyerte a Legjobb újonc díját az SBS music Awards-on, majd az MBC beválasztotta az év tíz legjobb előadója közé. Második albuma, a Must Listen is toplistás sikereket könyvelhetett el, a K-pop-ipar szakértői Se7ent kezdték el Rain egyedüli riválisaként emlehetni.

### 2007–2009: Amerikai debütálás
Se7en és a YG Family (beleértve: Big Bang, 2NE1, Jinusean és Gummy) három koncertet adtak Washingtonban, New Yorkban, és a Los Angelesben, hogy megünnepeljék a YG Family 10. évfordulóját és segítsék Se7en amerikai debütálását. 2006. december 11-én az MTVK is leadta a koncertet.
2007-ben Amerie-vel énekelte fel a Because I love It című dalt, mely az énekesnő Take Control című albumán kapott helyet.
Első angol nyelvű albumán együtt dolgozott a LaFace Records egykori vezérigazgatójával, Mark Shimmellel, a Grammy-díjas Rich Harrisonnal és a Richcraft producerével, Lionell Davissel.
2009. március 10-én jelent meg első kislemeze, a Girls, melyen Lil’ Kimmel énekelt duettet, a dalt Darkchilddal közösen készítették.
Se7en debütálása az Egyesült Államokban a neves amerikai dalszerzőkkel való együttműködés ellenére sikertelen volt, és az énekes hazatért Koreába.

### 2010– Visszatérés Koreába
2010. július 31-én, három év szünet után tért vissza a koreai zenei életbe, a Digital Bounce című albumával.  Az albumon hat dal található, beleértve egy angol számot is, a Money Can’t Buy Me Love-ot. A Digital Bounce-ban a Big Bang rappere, T.O.P. működött közre. Októberben kezdte promotálni az I’m Going Crazy-t, melynek klipjében a női szereplő a barátnője, 박한별 Pak Hanbjol volt. A visszatérés alkalmával részt vett több televíziós műsorban is, mint pl. a Strong Heart, a Knee Drop Guru vagy a Running Man.
2012-ben Se7en megjelentette második középlemezét, mely az iTunes R&B-toplistájának élén debütált. A lemez első kislemezeként kimásolt dalát, a When I Can't Sing-et, a JYP Entertainment igazgatója, J.Y. Park írta az énekes számára.
2013-ban az énekes bevonult katonának, mindeközben pedig tízéves szerződése a YG Entertainmenttel lejárt. A kiadó 2014 májusáig nem nyilatkozott az énekes újraszerződtetésével kapcsolatosan, 2015 februárjában azonban megerősítették, hogy nem újítottak szerződést az énekessel.

### Színészi karrier
2007-ben Se7en elfogadta a Goong S dorama főszerepét.

## Magánélete
Se7en 2009-ben saját honlapján bejelentette, 2002 óta Pak Hanbjol színésznő a párja; korábban tagadta, hogy együtt lennének, a színésznő védelme érdekében.

## Diszkográfia
| Koreai albumok - Just Listen (2003) - Must Listen (2004) - 24/SE7EN (2006) - Se7olution (2006) - Digital Bounce (EP) (2010) - When I Can't Sing (EP) (2012) - I Am Seven (EP) (2016) Japán albumok - FIRST SE7EN (2006) - Somebody Else (EP) (2012) - Dangerman (2016) - 1109 (2017) Kínai albumok - Must Listen (2006) |

## Díjak
| Év                       | Díj |
| ------------------------ | --- |
| 2003                     | - 2003 M.net KM Music Festival: Legjobb új férfi előadó - 18th Golden Disk Awards: Új előadó - 2003 KMTV Music Awards: Új férfi énekes - 14th Seoul Music Awards: Új előadó - 2003 SBSGayo DaeJun: Új előadó - 2003 MBC Entertainment Awards: Legjobb popénekes (különdíj) - 2003 MBC Music Awards: Új énekes |
| 2004                     | - 19th Golden Disk Awards: Bonsang - 19th Golden Disk Awards: Népszerű videóklip - 2004 M.net KM Music Festival: Legjobb férfi énekes - 2004 KBS Music Awards: Bonsang - 2004 MBC Music Awards: Bonsang |
| 2005                     | - 2005 Channel V Thailand Music Awards: Ázsiai szenzáció-díj |
| 2006                     | - 20th Japan Gold Disc Award: Japán-koreai barátság éve különdíj - 2006 MTV Asia Awards: Kedvenc koreai előadó - 2006 MTV Video Music Awards Japan: Best Buzz Asia (Dél-Korea) - 16th Seoul Music Awards: Legjobb videóklip (난 알아요) - 2006 SBS Gayo DaeJun: Bonsang                                       |
| 2007                     | - 2007 M.net 20's Choice: Legjobb férfi előadó |
| 2011                     | - Singapore Entertainment Awards: Legjobb ázsiai előadás |
| Forrás: YG Entertainment | |

## Fordítás
- Ez a szócikk részben vagy egészben  a   Seven (South Korean singer) című angol Wikipédia-szócikk fordításán alapul.  Az eredeti cikk szerkesztőit annak laptörténete sorolja fel. Ez a jelzés csupán a megfogalmazás eredetét és a szerzői jogokat jelzi, nem szolgál a cikkben szereplő információk forrásmegjelöléseként.